# 金英属
金英属（学名：Thryallis）也称绒金英属，是金虎尾科下的一个属，为灌木植物。该属共有15种以上，分布于美洲。
属名Thryallis来源于拉丁语thryallis，一种植物名。